# (Now and Then There’s) A Fool Such as I
«(Now and Then There’s) A Fool Such as I» — песня, которую написал американский композитор, поэт-песенник и певец Билл Трейдер.
Первым исполнителем, её записавшим и издавшим, был канадский кантри-певец Хэнк Сноу. Это его оригинальная версия были типично кантриевой. Его сингл достиг 4 места в жанровом чарте синглов в стиле кантри американского журнала «Билборд» (предшественнике теперешнего чарта Hot Country Songs) в начале 1953 года.
С тех пор песня перепевалась и издавалась как сингл несколько раз различными артистами, среди которых были Джо Стаффорд, Элвис Пресли, Боб Дилан и группа Baillie & the Boys.

## Кавер-версии

### Версия Томми Эдвардса
Версия Томми Эдвардса достигла 13 места в обзоре "Cash Box" по версии Джо Стаффорда и продержалась там в течение 13 недель.

### Версия Джо Стаффорд
В исполнении Джо Стаффорд песня была издана как сингл лейблом Columbia Records (каталоговый номер 39930). 28 февраля 1953 года сингл вошёл в публикуемый журналом «Билборд» чарт наиболее продаваемых синглов в США (Best Sellers In Stores) на 20 место. Это была его единственная неделя в чарте.

### Версия Элвиса Пресли
Запись Элвиса Пресли сначала была издана на стороне Б сингла «I Need Your Love Tonight».
Потом она была издана уже на стороне А (на стороне Б была та же «I Need Your Love Tonight») и достигла 1 места в Великобритании и 2 места в США (в чарте Top 100, предшественнике теперешней «горячей сотни» Hot 100). По продажам в США сингл был вертифицирован платиновым. Кроме того, версия Элвиса Пресли достигла 16 места в жанровом чарте песен в стиле ритм-н-блюз. На бэк-вокале в записи Элвиса принимала участие вокальная группа The Jordanaires.

## Чарты
| Год  | Исполнитель   | Наив. поз. | Наив. поз. | Наив. поз.  | Наив. поз. |
| Год  | Исполнитель   | US Country | U.S.       | CAN Country | FRA        |
| ---- | ------------- | ---------- | ---------- | ----------- | ---------- |
| 1952 | Хэнк Сноу     | 3          | —          | —           | —          |
| 1953 | Томми Эдвардс | —          | 24         | —           | —          |
| 1953 | Джо Стаффорд  | —          | 16         | —           | —          |
| 1959 | Петула Кларк  | —          | —          | —           | 9          |
| 1973 | Мики Гилли    | —          | 55         | —           | —          |
| 1979 | Родни Кроуэлл | 90         | —          | —           | —          |

### Версия Элвиса Пресли
| Чарт (1959)                        | Наив. поз. |
| ---------------------------------- | ---------- |
| США (Billboard Hot Singles)        | 2          |
| США (Hot Rhythm & Blues Singles)   | 16         |
| США (Cashbox Hot Singles)          | 2          |
| США (Cashbox Hot Country Singles)  | 6          |
| Великобритания (UK Singles Charts) | 1          |
| Канада                             | 1          |
| Австралия                          | 1          |
| Бельгия                            | 13         |
| Нидерланды                         | 15         |
| Норвегия (VG-Lista)                | 5          |
| ЮАР                                | 1          |
| Швеция                             | 17         |
| Чарт (2005)                        | Наив. поз. |
| Великобритания (UK Singles Charts) | 2          |
| Европа (European Hot 100)          | 6          |

### Версия Baillie & the Boys
| Чарт (1990)                   | Наив. поз. |
| ----------------------------- | ---------- |
| Канада (RPM Country Tracks)   | 7          |
| США (Billboard Country Songs) | 5          |

#### Итоговые чарты за год
| Чарт (1990)                 | Наив. поз. |
| --------------------------- | ---------- |
| Канада (RPM Country Tracks) | 92         |